# Агрегат насосний занурений
Агрегат насосний занурений (рос. погружной насосный агрегат; англ. submersible drive pump unit; нім. Tauchpumpaggregat n) — елемент електровідцентрового устатковання, який охоплює відцентровий насос та електродвигун з гідрозахистом, і занурюється під рівень рідини у свердловині.